# Omar Rajeh
Omar Rajeh est un chorégraphe et danseur libanais considéré comme un pionnier de la danse contemporaine au Liban. Sa carrière est jalonnée de plus d'une vingtaine de créations chorégraphiques.. Il est aussi le fondateur d'une compagnie de danse en 2002, Maqamat, ainsi que d'un festival de danse, BIPOD, d'un réseau interarabe, Masahat Dance Network, et d'un espace consacré à la danse et à l'art, Citerne Beirut.

## Jeunesse et formation
Il est originaire du village de Baakline
dans le Chouf.
Il étudie le théâtre à Beyrouth puis la danse en Angleterre.

## Créations chorégraphiques
Omar Rajeh conçoit la chorégraphie comme un geste artistique mais aussi politique. Sa danse « construit un chemin pour sortir de la guerre », selon l'hebdomadaire italien L'Espresso. En tant que chorégraphe et danseur il crée ses propres règles et donne forme à son désir « contre les instances qui disciplinent le corps et le normalisent » selon le magazine Harper's Bazaar. Omar Rajeh déclare pour sa part : « J'essaie de garder mon cœur et mon esprit ouverts, de ne pas tomber dans la peur, dans l'insécurité. La danse et la culture sont notre pratique quotidienne pour aller de l'avant, pour ne pas perdre l'espoir d'un monde pacifique et juste ».
Il a à son actif plus de vingt créations chorégraphiques, parmi lesquelles figurent :
- 2002 : Beyrouth Jaune[7].

- 2009 : The Assassination : cette œuvre rend hommage aux journalistes et intellectuels assassinés au Liban, Samir Kassir et à GébranTuéni tués en 2009[8] sur ordre du régime syrien qu'ils critiquaient, mais aussi tous les autres Libanais tués pour avoir osé exprimer leurs convictions[9]. Au cours du spectacle, le corps des danseurs semble soudainement se désarticuler, seule la main d'un danseur, continuant à écrire, garde la possibilité de contrôler son geste, quoique avec des moments de faiblesse[9]. Najib Cherradi, musicien néerlando-marocain, chante sur une partition musicale qu'il a également composée[9]. L'oeuvre est créée aux Pays-Bas au festival Dancing on the Edge puis  représentée dans plusieurs villes d'Europe et du monde arabe[9].

- 2013 : That Part of Heaven : L'oeuvre évoque les effets de la guerre du Liban (1975-1990) sur les corps et le psychisme[10]. Cinq danseurs habillés en femmes[11] sont sur scène, chacun raconte l'histoire d'une femme « à qui la guerre a volé la couleur de la vie »[10]. La pièce explore les cicatrices que la guerre a laissées, perceptibles dans les mouvements des corps, cela alors même que certains contemporains de la guerre préfèrent l'oublier et en nient les effets'[12]. Le titre, Cette partie du ciel, reproduit une expression de Hamlet[12].

- 2016 : Beytna : la pièce fait intervenir la cuisine libanaise dont les ingrédients sont préparés sur scène et dont l'odeur se dégage dans la salle de spectacle ; elle intègre aussi la danse et la musique, invitant ainsi le public à une expérience sensorielle « totale »[13],[2]. Elle réunit autour d'une table quatre chorégraphes d'origines différentes, le Belge Koen Augustijnen, le Japonais Hiroaki Umeda, le Togolais Anani Dodji Sanouvi et le Taïwanais Yi-Chi Lee ; des musiciens sont aussi présents, en l'occurrence les frères du Trio Joubran[14]. Elle a été créée initialement au Tanzquartier Wien[14].

- 2018, #minaret : cette œuvre évoque la destruction d'Alep pendant la guerre de Syrie, destruction emblématisée par celle du minaret de la grande mosquée des Omeyyades, classé au patrimoine de l'UNESCO. Ce minaret date de 1000 ans et n'est plus que ruines depuis 2013[15]. Six danseurs aux origines diverses, arabes, européennes, asiatiques évoluent sur une musique où se marient des instruments et des mélodies arabes traditionnels, qui évoquent l'héritage artistique d'Alep, et la musique électronique[15],[16]. Un drone au-dessus de la scène filme des images et les projette sur un mur[15],[16].

- 2020 : L'Odeur des éléphants après la pluie : il s'agit d'un film centré sur Beyrouth, et commandé à Omar Rajeh par le Festival international d'Edimbourg[17]. Il fait partie d'une série de films, Dancing in the Streets, dont chacun est centré sur une ville[17]. Le Festival international d'Édimbourg avait demandé à quatre chorégraphes, Alice Ripoll de Rio de Janeiro, Omar Rajeh de Beyrouth, Gregory Maqoma de Soweto et Janice Parker d'Édimbourg, des courts métrages dans lesquels ils « danseraient » leurs relations avec leur ville d'origine[17]. La chorégraphie est O. Rajeh, la réalisation de Salim Mourad[3].

- 2021 : Cent Mille Façons de Parler s'inspire des  poèmes du philosophe et mystique persan du 13e siècle Jalal al-Din al-Rumi (1207-1273), qui représentent « l’amour comme une action, une force de changement »[18]. Jalal al-Din al-Rumi est connu par ailleurs pour avoir créé la danse de l'extase des Derviches Tourneurs.

- 2024 : La danse n'est pas pour nous : cette performance solo[19] est en partie fondée sur un travail d'exploration autobiographique[14]. Le titre reprend la réponse que sa grand-tante avait adressée au chorégraphie quand il lui avait annoncé son projet de devenir danseur[20].

## Compagnie de danse Maqamat
Omar Rajeh fonde la compagnie de danse contemporaine Maqamat en 2002,,.
La compagnie Maqamat établit à Beyrouth en 2012 une école de danse contemporaine, Taqween (ou Takween),.
Cette compagnie crée également deux studios de danse au Liban : Beit el-Raqs, à Baakline, et à Deir el Qamar, dans les montagnes du Chouf, la région natale du chorégraphe. Ces deux studios proposent des résidences d'artistes et des cours de danse contemporaine, de hip-hop, de ballet et de danse orientale dabkeh.
Le studio Beit el-Raqs accueille chaque année le programme Moultaqa Leymoun, qui présente de jeunes danseurs au public,.

## Festival BIPOD et réseau Masahat
Omar Rajeh fonde en 2004 le festival annuel de danse contemporaine Bipod (Plateforme internationale de danse de Beyrouth, en anglais Beirut International Platform of dance) où se produisent des compagnies composées d’artistes du Maghreb, d’Égypte et du Levant.
Il crée un réseau panarabe de danse contemporaine, le Masahat Dance Network , en collaboration avec Khaled Elayyan, chorégraphe et directeur artistique de Sareyyet Ramallah, un institut destiné à promouvoir la culture et les arts en Cisjordanie (dans les territoires palestiniens occupés). Masahat « favorise les liens entre les artistes de danse contemporaine au Liban, en Syrie, en Palestine et en Jordanie ».

## Citerne Beirut
En 2017 Omar Rajeh fonde à Beyrouth un lieu de danse, Citerne, centre culturel « dédié aux arts de la scène » établi en face du Forum de Beyrouth par la compagnie de danse Maqamat. Omar Rajeh a conçu Citerne Beirut avec Mia Habis, codirectrice artistique de la compagnie ; le projet a été soutenu financièrement par l’ambassade de Norvège, par plusieurs instituts culturels et donateurs privés. Citerne propose des spectacles, notamment de danse contemporaine, ainsi que des cours de danse, de musique et de théâtre pour la jeunesse.
Il s'agit d'une structure en métal semi-permanente de 1 000 m2,. Citerne accueille, outre des salles de spectacle, sept ateliers et deux expositions.
Citerne a dû être démantelée en 2019.

## Récompense
Omar Rajeh est nommé en 2021 Chevalier de l'ordre des arts et des lettres.